# Drahoš (Rokytno)
Drahoš je malá vesnice, část obce Rokytno v okrese Pardubice. Nachází se asi 1 km na východ od Rokytna. V roce 2009 zde bylo evidováno 24 adres. V roce 2001 zde trvale žilo 24 obyvatel. Dále se člení na dvě osady: Starý Drahoš a Nový Drahoš.
Drahoš leží v katastrálním území Rokytno o výměře 7,19 km2.
Dne 8. prosince 2017 navštívil obec prezidentský kandidát, profesor Jiří Drahoš, v rámci návštěvy kraje, a natočil zde krátké video.